# Warcraft II: Beyond the Dark Portal
Warcraft II: Beyond the Dark Portal (u prevodu, Vorkraft: Iza mračnog portala) je produžena verzija Warcraft II: Tides of Darkness, koju je izdao Blizzard Entertainment 1996. godine. Kao i kod mnogih produženih verzija, za igranje ove, potrebno je imati originalnu verziju.

## Priča
Radnja se odvija posle događaja iz Warcraft II: Tides of Darkness. Orci, sada pod vođstvom Ner'zhula, pokrenuli su novu invaziju na Azerot i osvojili su tvrđavu Nethergarde u kojoj su se čuvali ostaci portala. „Savez“ je bio podeljen posle događaja iz Drugog rata kada Kul Tiras i Stromgarde nisu više slali svoju podršku. Visoki čarobnjak Kadgar pozvao je heroje Azerota: Alleria Windrunner, Danath Trollbane, Turalyon i Kurdran Wildhammer da sakupe vojsku „Saveza“.
„Savez“ se organizovao i počeo je pripreme da izvede kontra-napad na Hordu. Kadgaru je trebala Medivova knjiga čini i Guldanova lobanja. Oni su uništili tvrđavu Auchindoun, glavno mesto Nerh'zulovog Saveta iz senke. Dok su saveznička vojska i mornarica jedva opstale, Kadgar je ipak uspeo da pronađe potrebne stvari. Ner'zhul je uspeo da otvori nove portale i pobegne u Twisting Nether. Nasilne energije počele su da razaraju Drenor i ugrožavale su Azerot. Kadgar je uništio portal na Drenorovoj strani kako bi sprečio razaranje Azerota. Ostaci od vojske „Saveza“ su ostali na mrtvoj planeti Drenor. Kadgar i ratnici su onda ušli u jedan od portala znajući da bi im to bilo poslednje što bi uradili samo da bi sprečili razaranje Azerota. Sa izdavanjem World of Warcraft: Burning Crusade, otkriva se da su savezničke sile zapravo ostale na, a nisu pobegle kroz portal kao što je nagovešteno na kraju Beyond the Dark Portal ekspanzije.